# Zhong Man
Zhong Man (en chinois : 仲满), né le 28 février 1983 à Nantong, est un escrimeur chinois pratiquant le sabre. Il est champion olympique à l'épreuve de sabre individuel aux Jeux olympiques d'été de 2008 à Pékin.
Il est le premier tireur chinois à remporter une médaille d'or à l'escrime.

## Palmarès
- Jeux olympiques
  -  Médaille d'or en individuel aux Jeux olympiques d'été de 2008 à Pékin

- Championnats d'Asie
  -  Médaille d'or en individuel aux championnats d'Asie 2008
  -  Médaille d'argent en individuel aux championnats d'Asie 2007

- Coupe du monde d'escrime
  - Vainqueur de l'épreuve de Coupe du monde d'escrime de Varsovie en 2008
  - Deuxième au classement mondial 2008 (après les Jeux olympiques)